# ¡Leche con carne!
¡Leche con carne! es el tercer álbum de estudio de larga duración de la banda No use for a name, publicado en el año 1995. El título del álbum está escrito en español, llamándose en inglés como "milk with meat". Es el segundo disco del grupo en la discográfica Fat Wreck Chords.
La banda ganó gran reconocimiento de la crítica con este álbum, también con el apoyo de The Offspring en la gira de su exitoso trabajo Smash. Después de esta gira, el guitarrista Ed Gregor y el bajista Steve Papoutsis abandonarían la banda y serían reemplazados por Chris Shiflett y Matt Riddle en la guitarra y el bajo respectivamente.
En la última canción, tras tres minutos de silencio, aparece una mezcla de varias versiones de bandas famosas como "Basket Case" de Green Day, y "Hit me with your best Shot" de Pat Benatar.

## Listado de canciones
1. "Justified Black Eye" – 2:39
2. "Couch Boy" – 2:11
3. "Soulmate" – 3:07
4. "51 Days" – 2:13
5. "Leave It Behind" – 2:47
6. "Redemption Song" (Bob Marley cover)– 2:38
7. "Straight from the Jacket" – 2:21
8. "Fields of Agony" – 2:24
9. "Fatal Flu" – 2:30
10. "Wood" – 1:25
11. "Alone" – 2:09
12. "Exit" – 9:03

## Formación
- Tony Sly - voz y guitarra
- Ed Gregor - guitarra
- Steve Papoutsis - bajo
- Rory Koff - batería